# Beaufou
Beaufou é uma comuna francesa na região administrativa da Pays de la Loire, no departamento de Vendéia. Estende-se por uma área de 29,06 km². Em 2010 a comuna tinha 1 532 habitantes (densidade: 52,7 hab./km²).